# 岸田恵子
岸田 恵子（きしだ けいこ）は、日本の映画字幕・吹替翻訳家。

## 経歴
一般企業に就職後、翻訳学校を卒業し、東北新社に入社。
『ハリー・ポッター』シリーズを手掛けたほか、『ミッション:インポッシブル』シリーズ、ディズニー作品、MCU作品、（映画「トランスフォーマー」シリーズの第1作目を除く）ドリームワークス作品など大作シリーズを多く担当している。

## 人物
字幕映画は文字数が決まっており、「吹替版の場合は7割8割、うまくいけば9割は作品の情報量を入れることができます。そういう意味では、吹替版の方がより細かいニュアンスをいろいろ味わえるのでけっこうおすすめです」と発言している。

## 主な翻訳作品

### 吹替翻訳

#### 映画
- パーフェクト・ワールド（1993年、ソフト版）
- キャッツ・ドント・ダンス（1997年）
- ガタカ（1997年）
- 007 トゥモロー・ネバー・ダイ（1997年、ソフト版）
- シティ・オブ・エンジェル（1998年）
- ユー・ガット・メール（1998年、ソフト版）
- プライベート・ライアン（1999年、ソフト版）
- グッバイ・ジョー（1999年）
- RONIN（1999年、ソフト版）
- ダイナソー（2000年）
- ピノキオとゼペット（2000年）
- SUPER8/スーパーエイト（2001年）
- 魔法ワールド
  - ハリー・ポッターシリーズ（2001年 - 2011年）
  - ファンタスティック・ビーストシリーズ（2016年 - 2022年）
- ミッション:インポッシブルシリーズ
  - M:I-2（2002年、ソフト版 /テレビ朝日版）
  - M:i:III（2006年、ソフト版 / フジテレビ版）
  - ミッション:インポッシブル/ゴースト・プロトコル（2011年）
  - ミッション:インポッシブル/ローグ・ネイション（2015年）
  - ミッション:インポッシブル/フォールアウト（2018年）
  - ミッション:インポッシブル/デッドレコニング PART ONE（2023年）
  - ミッション:インポッシブル/ファイナル・レコニング（2025年）
- ボーン・コレクター（2001年、ソフト版 / テレビ朝日版）
- イナフ（2002年、ソフト版）
- ファインディング・ニモ（2003年）
- キング・アーサー（2004年）
- コラテラル（2004年）
- 宇宙戦争（2005年）
- エリザベスタウン（2005年）
- フォー・ブラザーズ/狼たちの誓い（2005年）
- ギャングスターズ 明日へのタッチダウン（2006年）
- トランスフォーマーシリーズ（2007年 - 2017年）
  - バンブルビー（2019年）
- 大いなる陰謀（2007年）
- インディ・ジョーンズ/クリスタル・スカルの王国（2008年、劇場公開版 / 日本テレビ版）
- マーベル・シネマティック・ユニバース
  - アイアンマン（2008年、ソフト版 / テレビ朝日版）
  - アイアンマン2（2010年、ソフト版 / テレビ朝日版）
  - マイティ・ソー（2011年）
  - マイティ・ソー/ダーク・ワールド（2013年）
  - アイアンマン3（2013年）
  - アベンジャーズ（2012年）
  - キャプテン・アメリカ/ウィンター・ソルジャー（2014年）
  - アベンジャーズ/エイジ・オブ・ウルトロン（2015年）
  - アベンジャーズ/インフィニティ・ウォー（2018年）
  - アベンジャーズ/エンドゲーム（2019年）
- モンスターVSエイリアン（2009年）
- ドクトル・ジバゴ（2010年、ソフト版）
- ヒックとドラゴン（2010年）
  - ヒックとドラゴン2（2019年）
- ブレードランナー（2011年、ザ・シネマ版）
- ジャックと天空の巨人（2013年）
- パディントン（2014年）
  - パディントン2（2018年）
  - パディントン 消えた黄金郷の秘密（2025年）
- ファインディング・ドリー（2016年）
- レディ・プレイヤー1（2018年）
- ウォンカとチョコレート工場のはじまり（2023年）
- ブルー きみは大丈夫（2024年）
- ロード・オブ・ザ・リング/ローハンの戦い（2024年）[3]

#### ドラマ
- 刑事コロンボ ※旧シリーズ追加部分[注釈 1]、新シリーズWOWOW版、最終話BD版[注釈 2]

### 字幕翻訳

#### 映画
- フィラデルフィア・エクスペリメント2（1994年）
- キャッツ・ドント・ダンス（1997年）
- エクセス・バゲッジ/シュガーな気持ち（1997年）
- リプレイスメント・キラー（1998年）
- マッチスティック・メン（2003年）
- パディントン（2014年）
- スタンドアップ（2006年）
- パニッシャー: ウォー・ゾーン（2009年）
- ミケランジェロの暗号（2010年）
- テイカーズ（2011年）
- グランド・ブダペスト・ホテル（2013年）
- 聖杯たちの騎士（2015年）
- マイ・インターン（2015年）
- ホテル・エルロワイヤル（2018年）
- レディ・プレイヤー1（2018年）
- ファンタスティック・ビーストシリーズ
- デューン 砂の惑星PART2（2024年）

#### ドラマ
- 刑事コロンボ